# NGC 5743
NGC 5743 је спирална галаксија у сазвежђу Вага која се налази на NGC листи објеката дубоког неба.
Деклинација објекта је - 20° 54' 47" а ректасцензија 14h 45m 10,9s. Привидна величина (магнитуда) објекта NGC 5743 износи 13,0 а фотографска магнитуда 13,8. NGC 5743 је још познат и под ознакама ESO 580-17, MCG -3-38-4, IRAS 14423-2042, PGC 52680.